# 小行星2927
小行星2927（2927 Alamosa）是一颗绕太阳运转的小行星，为主小行星带小行星。该小行星于1981年10月5日发现。
該小行星以美國科羅拉多州的城市阿拉莫薩命名。

## 轨道参数
小行星2927的轨道半长轴为2.5311376 UA，离心率为0.169。